# Hildegard Baum Rosenthal
Hildegard Baum Rosenthal (Zúrich, 23 de marzo de 1913-São Paulo, Brasil, 16 de septiembre de 1990) fue la primera mujer fotoperiodista de Brasil. Formó parte de la generación de fotógrafos europeos que emigraron durante la Segunda Guerra Mundial y, actuando en la prensa local, contribuyeron a renovar la estética fotográfica de los periódicos nacionales.

## Biografía
Hasta su adolescencia, vivió en Frankfurt (Alemania), donde estudió pedagogía desde 1929 hasta 1933. Vivió en París entre 1934 y 1935. Al regresar a Frankfurt, estudió fotografía con Paul Wolff, un experto en cámaras de pequeño formato, y técnicas de laboratorio en el Instituto Gaedel. Como consecuencia del régimen nazi, se trasladó a São Paulo en 1937. Ese mismo año comenzó a trabajar como orientadora de laboratorio en la empresa de materiales y servicios fotográficos Kosmos. Pocos meses después, la agencia Press Information la contrató como fotoperiodista y ella realizó reportajes para periódicos nacionales e internacionales. Durante ese periodo, realizó fotografías de la ciudad de São Paulo, y del interior del estado, Río de Janeiro, y otras ciudades del sur de Brasil, además de retratar a diversas personalidades de la escena cultural de São Paulo, como el pintor Lasar Segall, y el escritor Guilherme de Almeida, Jorge Amado, el humorista Aparício Torelly (Barão de Itararé) y el dibujante Belmonte. Sus imágenes buscan capturar al artista en su momento de creación, en evidente conexión con su espíritu de reportera. Interrumpió su actividad profesional en 1948, tras el nacimiento de su primera hija. Y, en 1959, después que su marido falleciera, asumió la dirección de la empresa de su familia.

## Trayectoria artística
Sus fotos permanecen poco conocidas hasta 1974, cuando el historiador del arte Walter Zanini realiza una retrospectiva  de su obra en el Museo de Arte Contemporáneo de la Universidad de São Paulo. Al año siguiente el Museo de la Imagen y del Sonido de São Paulo - MIS se inaugura con la exposición Memória Paulistana [Memoria de São Paulo], de Hildegard Rosenthal. En 1996 el Instituto Moreira Salles adquirió más de 3 mil negativos suyos en que se destacan escenas urbanas de São Paulo de los años 1930 y 1940, período en que la ciudad pasó por un crecimiento vertiginoso, tanto material como cultural. Hildegard congeló en el tiempo una metrópolis moderna y atareada que, sin embargo, se humanizaba a través de su mirada fascinada por sus personajes. Otros negativos de la fotógrafa fueron donados por ella en vida al Museo Lasar Segall.
“La fotografía sin personas no me interesa", dijo en el Museo de la Imagen y el Sonido de São Paulo, en 1981.
Las fotos de São Paulo registran el cotidiano de la vida urbana: el flujo de personas en las  calles, el transporte público, la arquitectura, vendedores ambulantes y  ciudadanos comunes en situaciones prosaicas. Hildegard registraba personas desconocidas y también modelos que  simulaban circunstancias del día a día. Sus imágenes tienen pocos espacios vacíos. El negativo se llena casi totalmente con contenidos que se presentan de manera equilibrada y clara. Valora los medios tonos y los detalles a la sombra, lo que demuestra su intención de registrar lo máximo de informaciones.
Sérgio Bürgi, coordinador de fotografía del Instituto Moreira Salles y comisario de la exposición La São Paulo de Hildegard Rosenthal afirmó en 2013 «que la influencia de la Bauhaus y del Constructivismo transformaron la manera de construir la imagen que pasó a ser realizada en Brasil a partir de los años 1940, y que Hildegard Rosenthal formó parte de este movimiento de renovación. Ella era de estatura pequeña pero muy osada como periodista y fotógrafa». Prueba de ello es que además de su trabajo de fotoperiodista, mantuvo un constante diálogo a través del lenguaje moderno de su producción  con artistas contemporáneos en Brasil y en América del Sul, como los del grupo Santa Helena, formado por artistas inmigrantes como Alfredo Volpi y Fúlvio Penacchi; o con hijos de inmigrantes italianos como Aldo Bonadei, Alfredo Rizzotti, Mário Zanini y Humberto Rosa; españoles, como Francisco Rebolo; o portugueses, com Manuel Martins.

## Exposiciones
- Hildegard Rosenthal: fotografías en el Museo de Arte Contemporáneo de la Universidad de São Paulo, MAC/USP (1974: São Paulo)
- Bienal Internacional de São Paulo XIV y XV (1977 y 1979: São Paulo)
- Trienal de Fotografía en el Museo de Arte Moderno de São Paulo, MAM/SP (1980: São Paulo)
- Um olhar feminino dos anos 40 en galería Fotóptica (1993: São Paulo)
- O Olhar e o Ficar. A Busca do Paraíso en la Pinacoteca del Estado de São Paulo (1994: São Paulo)
- Brasil 1920-1950: de la Antropofagia a Brasilia, Institut Valencia d’Art Modern, (2000: Valencia, España)[6]
- Profesión Fotógrafo, de Hildegard Rosenthal y Horacio Coppola, en el Museo Lasar Segall (2010: São Paulo)[7]
- La São Paulo de Hildegard Rosenthal en la galería DOC Foto (2013: São Paulo)[4]